# Падший (фильм, 1998)
Падший (англ. Fallen) — мистический триллер Грегори Хоблита, снятый в 1998 году.

## Сюжет
Фильм начинается с того, что филадельфийский полицейский Джон Хоббс бежит от неизвестного в заснеженном лесу; мы видим, как он падает и вроде бы умирает. После этого главный герой истории начинает рассказывать о себе и о том, как «он чуть не умер».
Хоббс работает в полиции, занимаясь отловом преступников. Ему удаётся поймать одного из самых опасных маньяков-психов — Эдгара Риза, которого вскоре приговорят к публичной казни. Но тот ведёт себя слишком весело для приговорённого к смерти. Перед тем как идти на казнь, Риз загадывает Хоббсу загадку: «Почему есть пропуск между Лайонсом и Спаковски?». Хоббс не обращает на это внимания. Риза казнят, перед смертью он поёт песню «Time Is on My Side» Rolling Stones. Джон отправляется в бар к друзьям — Лу и Джонеси.
Хоббс и его партнёр Джонеси расследуют серию новых убийств, напоминающих стиль Риза, которые, как они предполагают, совершил убийца-подражатель. За дверью на месте преступления, Хоббс замечает ту загадку, которую ему загадал Риз. Детектив решает разгадать её. В участке Лу говорит Хоббсу, что он знал одного Спаковски. Его имя есть на старой доске почёта. Хоббс находит её в подвале. Там же он находит и имя Лайонса. Но между данными фамилиями — пустота, словно кто-то стёр фамилию. Джон вычисляет человека по базе данных, которым оказывается один из лучших полицейских — Роберт Милано. Хоббс узнаёт, что он погиб в результате неосторожного обращения с оружием. Джон и Джонеси просматривают запись с казни Риза. Напарник замечает, что тот говорит не на английском языке. Хоббс отвечает, что Риз говорил ещё и на голландском. По крайней мере тот ему так сказал.
Хоббс решает отправиться к дочери Милано — Гретте. Она рассказывает детективу, что её отца подозревали в оккультных убийствах, после чего он покончил с собой в уединённой хижине. Перед уходом Гретта спрашивает Джона, верит ли он в Бога, на что Хоббс мало обращает внимание. Возвращаясь домой, детектив замечает на улице человека. Позже в участок приезжает лингвист, который решает помочь им с переводом кассеты. Но, услышав речь Риза, он поддаётся сомнению, так как считает этот язык одним из древнейших. Тем временем поступает ещё один звонок, также указывающий адрес места преступления. Хоббс опять отправляется на вызов. Там он видит то же самое: труп в ванной и свежие следы пребывания. Неожиданно Хоббс замечает, что труп в ванной — человек, которого он видел на улице. За зеркалом он вновь видит загадку. Хоббс решает отправиться в старый дом Милано. В подвале он находит старые книги, в которых описывались различные библейские термины и феномены. В одной из книг он находит фото, на котором изображён подвал, но стена на фото подкрашена. Он находит эту стену в подвале и стирает с неё краску. На стене он видит слово «Азазель». Он решает спросить об этом у Гретты, но она просит его бросить дело ради сохранения жизни своей и дорогих ему людей. По возвращении домой Хоббс чувствует, что за ним кто-то следит. Гретта рассказывает о Азазеле Джону: это существо — падший ангел, способный вселяться в людей через прикосновение. После демон преследует её. Девушка, уходя от погони, скрывается в церкви. На следующий день всё становится ещё хуже. Азазель вселяется в людей в участке, после чего добирается до Лу. Лу начинает выспрашивать у Хоббса о доме, после чего начинает напевать песню Риза. Хоббс понимает, что демон здесь и преследует его. Азазель хвалит полицейского за его сообразительность, Джон заявляет, что ему известна истинная личность Азазеля; демон угрожает ему и исчезает.
Чтобы спровоцировать Хоббса, Азазель овладевает его племянником Сэмом и нападает на умственно-отсталого брата Джона Арта в их доме. После на улице переселяется в школьного учителя, используя которого демон достаёт пистолет и заставляет полицейского выстрелить в него на глазах у группы прохожих. Азазель хвастается, что теперь при гибели нынешнего хозяина может перейти к другому даже не касаясь его.
Лейтенант Стэнтон сообщает Хоббсу, что его отпечатки пальцев были найдены на одном из мест убийства, и в свете странных обстоятельств расстрела учителя он стал подозреваемым во всех убийствах. Азазель вселяется в нескольких свидетелей и даёт ложные показания о неспровоцированности стрельбы, что вызывает новые подозрения. Демон приходит в дом полицейского и убивает его брата, также пометив Сэма. Хоббс ведёт своего племянника в дом Гретты, та объясняет: если вытеснить демона из тела носителя, он может путешествовать только в течение "одного вздоха" и не далее, чем на "пятьсот локтей", после чего он умрет.
Хоббс едет в домик Милано и звонит Джонеси, зная, что звонок отследят. Стентон и Джонеси прибывают, чтобы арестовать Хоббса; однако одержимый Джонеси убивает начальника. Азазель готовится застрелиться, что позволит ему овладеть телом единственного человека на много миль вокруг — Хоббса. Но главный герой начинает бороться с Джонеси за пистолет, и последний получает пулю. Хоббс закуривает сигарету, заправленную тем же ядом, которым Азазель убил брата Джона. Полицейский насмехается над ним и убивает Джонеси выстрелом в голову, после чего демон овладевает его телом. Он пытается бежать и умирает от яда, затем издевается над считающим его проигравшим зрителем: одержимый демоном кот выходит из хижины и направляется обратно к цивилизации.

## В ролях
- Дэнзел Вашингтон — Джон Хоббс
- Джон Гудман — детектив Джонеси
- Дональд Сазерленд — лейтенант Стэнтон
- Джеймс Гандольфини — Лу
- Эмбет Дэвидц — Гретта Милано
- Элиас Котеас — Эдгар Риз
- Барри Шабака Хенли — полицейский
- Роберт Джой — Чарльз Олом